# Plagiomnium integroradiatum
Plagiomnium integroradiatum là một loài Rêu trong họ Mniaceae. Loài này được (Dixon) C. Gao & G.C. Zhang mô tả khoa học đầu tiên năm 1983.